# Helena Thopia
Helena Thopia, levde 1403, var en albansk monark. Hon regerade herredömet Krujë i furstendömet Albanien, 1388–1392 och 1394–1403.